# William FitzDuncan
William FitzDuncan (mittelirisch Uilleam mac Donnchada, * wohl 1091/94; † 1153/54) war ein schottischer Prinz, Magnat in Nordschottland und Nordengland und legitimer Sohn von König Duncan II. (Donnchad) von Schottland und Ethelreda von Northumbria.

## Leben
William FitzDuncan wird in einem Dokument aus dem Jahr 1093 oder 1094 erstmals erwähnt. Am 12. November 1094 wurde sein Vater Donnchad II. vom Mormaer Máel Petair von Mearns getötet, der die Ansprüche von König Domnall (Donald) III Bán unterstützte. Es ist wahrscheinlich, dass William mit seiner Mutter noch im gleichen Jahr Schottland verließ und sie ihn in Allerdale in Cumberland in Sicherheit brachte. Etwa ein Jahrzehnt später wagte er sich an den Hof seines Halbonkels Alexander I. Es ist ebenfalls sehr wahrscheinlich, dass William unter der Herrschaft Alexanders I. als möglicher Tánaiste (d. h. vorgesehener Erbe) betrachtet wurde, aber nicht zum Zuge kam, da Heinrich I. von England den Earl David von Huntingdon unterstützte. Als David erfolgreich war, wurde William als der legitime König nach den Regeln der Primogenitur mit Sicherheit von David wahrscheinlich als Tánaiste in die Regierung eingebunden: William führt wiederholt die Listen der Zeugen an, die in den schottischen königlichen Urkunden in den Regierungszeiten von Alexander I. und David I. erscheinen.
Eine nordenglische Quelle aus dem 13. Jahrhundert behauptet, William sei Mormaer von Moray gewesen. Da diese Quelle keinen Grund hatte, die Angabe zu fälschen, ist es sehr wahrscheinlich, dass William nach der Niederlage von König Óengus von Moray im Jahre 1130 tatsächlich zum Mormaer von Moray gemacht wurde. Es ist möglich, dass dieses Ernennung etwas mit dem Erwachsenwerden von Davids Sohn Heinrich, 3. Earl of Huntingdon zu tun hatte und auch ein Faktor in seiner Ehe mit einer Tochter von Óengus sein kann. William war nicht nur der Herrscher von Moray, sondern kontrollierte auch die englischen Bezirke Allerdale aus dem Besitz der Familie seiner Mutter, Skipton und Craven, was ihn zu einem der größten Barone im Norden Englands machte.
William war ein erfahrener Offizier, der häufig schottische Armeen anführte. Im Feldzug von 1138 kommandierte er eine Armee von Gälen an, die eine anglonormannische Armee in der Schlacht von Clitheroe (10. Juni 1138) besiegte und Hoffnungen auf einen Sieg der schottischen Armee weckte, die in der Standartenschlacht (22. August 1138) aber unterging.
William FitzDuncan starb 1153/54, worauf Moray zurück an König David fiel.

## Familie
William war mehrmals verheiratet. Seine erste Ehe schloss er mit Gruaidh, Tochter von Óengus (Aedh), Mormaer von Moray und einer Tochter des schottischen Königs Lulach. Gruaidh starb vermutlich 1137, im Jahr darauf heiratete er Alice de Romeli (Rumilly), die Tochter von Robert de Romeli, Lord of Skipton, oder William Meschin, Lord of Copeland, dem Bruder von Ranulph le Meschin, 1. Earl of Chester, und Cecily de Rumilly, Lady of Skipton.; sie heiratete vor 1156 in zweiter Ehe Alexander FitzGerold († 1178). Williams Kinder sind:
Aus der ersten Ehe
- Donald MacWilliam, ⚔ 31. Juli 1187 in der Schlacht von Mamgarvey Moor, Speyside
- Gospatrick MacWilliam, Earl of Airton, † vor 1208

Aus der zweiten Ehe
- William, the Boy of Egremont, Lord of Egremont, † ertrunken nach 1155 im River Wharfe bei Bolton Abbey
- Cecily (Cicely), Lady of Skipton, † vor 1190; ⚭ William le Gros, 1. Earl of Albemarle, Lord of Holderness, † 20. August 1179 (Haus Blois)
- Amabel, Lady of Egremont and Copeland, † vor 1201; ⚭ vor 1162 Reginald de Lucy, † 1199/1200, 1174 Keeper of Nottingham Castle, ein Verwandter von Richard de Lucy, Justiciar of England
- Alice, Lady of Allerdale and Cockermouth, * vor 1153/54, † 1212/18. März 1215; ⚭ (1) Gilbert Pipard, Sheriff of Gloucester and Hereford, † September 1191/September 1192; ⚭ (2) vor 8. Dezember 1195 Robert de Courtenay, Lord of Sutton (Haus Courtenay)

Zudem hatte er eine große Anzahl von unehelichen Kindern, darunter wohl Wimund, der später Bischof von Sodor wurde. Es wird vermutet, dass Domnall mac Uilleim und der Clan der Meic Uilleim, der wiederholt gegen spätere schottische Könige rebellierte, um den schottischen Thron zu erlangen, legitime Nachkommen aus seiner Ehe mit der Tochter von Óengus von Moray waren, die Enkelin und Erbin von König Lulachs von Schottland war. Domnall mac Uilleim wurde am 31. Juli 1187 in einem Aufstand gegen König Wilhelm I. von Schottland getötet.